# Борбена (албум)
Борбена је дебитантски студијски албум српске певачице Теодоре Џехверовић. Издат је 7. марта 2019. за IDJ Tunes.

## Списак песама
На албуму се налазе следеће песме: